# O Ses Türkiye
O Ses Türkiye (türkisch für „Die Stimme der Türkei“) ist eine türkische Gesangs-Castingshow, die seit Oktober 2011 ausgestrahlt wird. Sie basiert auf dem Castingshow-Konzept The Voice, das erstmals Ende 2010 in den Niederlanden unter dem Titel The Voice of Holland umgesetzt wurde. Die türkische Ausgabe wird von Talpa und Acun Medya produziert. Die erste Staffel wurde vom Fernsehsender Show TV ausgestrahlt, die zweite und dritte Staffel von Star TV und seit der vierten Staffel von TV8 ausgestrahlt.

## Konzept
In den sogenannten „Blind Auditions“ müssen die Kandidaten auf einer Bühne vorsingen. Die Jurymitglieder können die Sängerin oder den Sänger zunächst nur hören, aber nicht sehen, weil sie in einem Drehstuhl mit dem Rücken zur Bühne sitzen. Sie können für einen Kandidaten stimmen, indem sie sich während seines Vortrages zu ihm umdrehen, um ihn zu sehen. Der Kandidat kommt eine Runde weiter, wenn er mindestens eine der vier Jurystimmen erhält. Unter denjenigen Jurymitgliedern, die sich für ihn umgedreht haben, wählt der Kandidat seinen Coach für die weiteren Runden. In den „Battle Round“ singen jeweils zwei Kandidaten derselben Coachinggruppe ein Lied im Duett. Nur einer der beiden Kandidaten kommt nach Entscheidung des jeweiligen Coaches weiter. In den Liveshows treten die Kandidaten innerhalb ihrer Coachinggruppen gegeneinander an und werden sowohl von den Coaches als auch von den Fernsehzuschauern bewertet. Aus jeder Gruppe geht dabei ein Finalist hervor. Im Finale entscheiden einzig die Fernsehzuschauer über den Sieg. Erst hier treffen Vertreter unterschiedlicher Coaches aufeinander.

## Coaches
| Staffel | Coaches | Coaches                       | Coaches                        | Coaches      |
| ------- | ------- | ----------------------------- | ------------------------------ | ------------ |
| 1       | Hadise  | Murat Boz                     | Mustafa Sandal                 | Hülya Avşar  |
| 2       | Hadise  | Murat Boz                     | Mustafa Sandal                 | Hülya Avşar  |
| 3       | Hadise  | Murat Boz                     | Gökhan Özoğuz                  | Ebru Gündeş  |
| 4       | Hadise  | Mazhar Alanson und Özkan Uğur | Gökhan Özoğuz                  | Ebru Gündeş  |
| 5       | Hadise  | Murat Boz                     | Gökhan Özoğuz und Hakan Özoğuz | Ebru Gündeş  |
| 6       | Hadise  | Murat Boz                     | Gökhan Özoğuz und Hakan Özoğuz | Sibel Can    |
| 7       | Hadise  | Murat Boz                     | Gökhan Özoğuz                  | Yıldız Tilbe |
| 8       | Hadise  | Murat Boz                     | Beyazıt Öztürk                 | Seda Sayan   |

## Staffeln

### Erste Staffel (2011–2012)
Die erste Staffel wurde vom 10. Oktober 2011 bis zum 19. Februar 2012 im Fernsehen ausgestrahlt. Moderiert wurde die erste Staffel von Acun Ilıcalı. Die Jury bestand aus der belgisch-türkischen Pop-Sängerin und Fernsehmoderatorin Hadise, aus dem türkischen Popmusiker, Komponist – Songschreiber,  Produzent und Schauspieler Mustafa Sandal, aus der türkischen Schauspielerin und Sängerin Hülya Avşar und aus dem türkischen Popmusiker Murat Boz. Sieger wurde Oğuz Berkay Fidan von Coach Murat Boz.
| Die Coaches und ihre Kandidaten (Staffel 1)                                                                      | Die Coaches und ihre Kandidaten (Staffel 1)                                                                        | Die Coaches und ihre Kandidaten (Staffel 1)                                                             | Die Coaches und ihre Kandidaten (Staffel 1)                                                                            |
| Hadise | Mustafa Sandal | Hülya Avşar                                                                                             | Murat Boz |
| --- | --- | --- | --- |
| Bihter Erkmen (4) Gizem Coşkun Gökçe Özgül Gökhan Koç Buse Fulya Yılmaz Elif Şengül Zeynep Türköz Nurullah Çukan | Ibrahim Şevki (2) Dilek Özak Cansu Ceren Gönen Bora Gölbaşı Müge Yilmaz Betül Bayram Nursena Ökten Mehmet ve Koray | Fatma Işcan (3) Bariş Ekmen Emran Uğur Yurum İrem Derici Fırat Akcan Pelin Kırım Şahin Giray Merve Mete | Oğuz Berkay Fidan (1) Melis Kar Melek Nur Katırcıoğlu Erman Taylan Baykal Ayça Aral Özer Balkan Derya Avcı Dicle Olcay |

### Zweite Staffel (2012–2013)
Die zweite Staffel wurde vom 1. Oktober 2012 bis zum 18. Februar 2013 auf dem türkischen Sender Star TV ausgestrahlt. Moderiert wurde die Staffel wieder von Acun Ilıcalı. Die Jury bestand wie in der ersten Staffel aus der belgisch-türkischen Pop-Sängerin und Fernsehmoderatorin Hadise, aus dem türkischen Popmusiker, Komponist – Songschreiber,  Produzent und Schauspieler Mustafa Sandal, aus der türkischen Schauspielerin und Sängerin Hülya Avşar und aus dem türkischen Popmusiker Murat Boz. Sieger wurde Mustafa Bozkurt von Coach Mustafa Sandal.
| Die Coaches und ihre Kandidaten (Staffel 2) | Die Coaches und ihre Kandidaten (Staffel 2) | Die Coaches und ihre Kandidaten (Staffel 2) | Die Coaches und ihre Kandidaten (Staffel 2) |
| Hadise | Mustafa Sandal | Hülya Avşar | Murat Boz |
| --- | --- | --- | --- |
| Selin Ataş Samet Nohut Burcu Demirtaş Aydan Ceren Yolcu Zeynep Topçugürler Mustafa Hoşgören Berk Termin Tolga Daysal Gözde Erdoğan Gökay Tombaz Kübra Lana Beste Gürmenekşe Esra Aydemir Derya Meltem Melih Onur Ekinci Selin Turgut Sercan Bozkaya İlyas Vekilov Serhat Kidil Gamze Sargın Burçe Çetindoğan Emrah Zambak Ebru Eyilik Özgecan Güven Filiz Aydın Mehmet Bilgi Özge Balkan | Mustafa Bozkurt (1) Erkam Aydar Efe Dumancı Cansu Çebi Esin Sunan Celal Geçgin Damla Doğan Sağnak Beren Emre Şallı Semiramis Çalışan Reza Kashvarparast Cihat Polatol Didem Turan Emre Tural Elgün Güliyev Ersin Barlas İbrahim Tüysüz İrem Barani Nil Kırlangıç Samet Ergün Onur Özsolak Semih Tercan Ali Özcan Cansu Tok Arzu Akdaş Pırıl Turan Gülşah Sargın | Onur Uğuş (3) Eren Şenay Mümtaz Ateş Duygu Karakuş Açelya Alan Sonuç Mühürdaroğlu Müge Ökten Nergis Öncel Sinan Yıldırım Pınar Yaranır Salih Zülüfoğlu Başak Tütüncü İrem Pilgir Burçak Çomakçalar Hüseyin Yılmaz Sadi Değerli Aslı Tanrıkulu Büşra Çelikel Demet Özdemir Gölge Öztürk Demet Özel Ebru Pelin Nil Karataşoğlu Mine Ergen Dicle İriz Aynura Ahmadova Gülcan Şimşek | Berkan Taşkın (2) Ayda Mosharraf (4) Ertunç Tuncer Çağrı Emrah Yıldırım Bahtiyar Özdemir Eren Sütmen Hilal Nalbant Pınar Süer Ahmet Tufan Pınar Arpınar Uğur Etiler Gizem Dinç Semih İnal Erdem Genç Çağla İpekli İpek Kaletaş Safa Zakir Erdoğan Tuana Mey Hale Yıldırım Ömer Topçu Mustafa Emre Erdoğan Yasemin Çandır Eser Erdem Perkins Fidan Hüseyinova Deniz Gürışık Dağhan Ayer Yusuf Eren Çelebiler |
| 27 | 27 | 27 | 27 |

### Dritte Staffel (2013–2014)
Die dritte Staffel wurde vom 16. September 2013 bis zum 20. Januar 2014 auf dem türkischen Sender Star TV ausgestrahlt. Moderiert wurde diese Staffel wieder von Acun Ilıcalı. Die zwei Jurymitglieder Hülya Avşar & Mustafa Sandal verließ die Show. Sänger und Gitarrist der Band Athena Gökhan Özoğuz und Sängerin Ebru Gündeş haben Hülya Avsar und Mustafa Sandal ersetzt. Sieger wurde Hasan Doğru von Coach Gökhan Özoğuz. Gökhan Özoğuz hat als Erstes der ganzen The Voice-Ableger geschafft, vier Teilnehmer aus seinem Team ins Finale gebracht.
| Die Coaches und ihre Kandidaten (Staffel 3)                                                                 | Die Coaches und ihre Kandidaten (Staffel 3)                                                                                          | Die Coaches und ihre Kandidaten (Staffel 3)                                                                | Die Coaches und ihre Kandidaten (Staffel 3)                                                           |
| Hadise | Gökhan Özoğuz | Ebru Gündeş                                                                                                | Murat Boz                                                                                             |
| --- | --- | --- | --- |
| Tuğba Tufantepe Emrah Uçar Ali Köse Ceylan Koynat Bade Kaynar Dedemen Yasin Ay Levent Şahin Ali Mert Paşalı | Hasan Doğru (1) Abdullah Civliz (2) Ersin Yılmaz (3) Mert Demir (4) Yasemin Demir Nur Cennet Uçar Soysal – Cemal Dilmaç Büşra Arıkan | Anıl Can Bianca Dudaksız Cüneyt Yıldarı Soyhan Bilgeer Tamer Gönüllü Esra Eren Elvan Özyurtlu Çiğdem Bezci | Rıza Sarıtaş Soner Kıp Melissa Aydın Anıl Durmuş Zeynep Önkaya Güven Yüreyi Derviş Küçük Berkay Buluç |

### Vierte Staffel (2014–2015)
Die Show wurde um eine weitere Staffel verlängert. Die vierte Staffel wird auf dem Sender TV8 seit dem 29. September 2014 ausgestrahlt. Moderiert wird diese Staffel wieder von Acun Ilıcalı. Murat Boz gab bekannt, dass er nicht mehr als Coach zur Verfügung stehen wird. Ilıcalı, Moderator und Produzent der Show, wählte zwei neue Juroren als Boz-Nachfolger: Mazhar Alanson und Özkan Uğur von der Band MFÖ.
Vom 29. September bis zum 17. Dezember 2014 wurden die Blind Auditions jeden Montag und Dienstag gezeigt. Die letzte Folge der Blind Auditions wurde mittwochs gezeigt. Vom 22. Dezember 2014 bis zum 13. Januar 2015 wurden die Battles jeden Montag, Dienstag und Mittwoch gezeigt; Ausnahme am 31. Dezember 2014: Dort wurde ein Silvester-Spezial mit berühmten Sängern aus der Türkei als Kandidaten gezeigt. Vom 14. bis zum 9. Februar 2015 wurden die Knockouts jeden Montag, Dienstag und Mittwoch gezeigt. Am 10. und 11. Februar 2015 wurde das Viertelfinale gezeigt und am 17. Februar 2015 das Halbfinale. Am 18. Februar 2015 lief das Finale, in dem Elnur Hüseynov vom Coach Ebru Gündeş gewonnen hat.
| Die Coaches und ihre Kandidaten (Staffel 4)                  | Die Coaches und ihre Kandidaten (Staffel 4)                    | Die Coaches und ihre Kandidaten (Staffel 4)                 | Die Coaches und ihre Kandidaten (Staffel 4)                        |
| Hadise                                                       | Gökhan                                                         | Ebru Gündeş                                                 | Mazhar und Özkan                                                   |
| ------------------------------------------------------------ | -------------------------------------------------------------- | ----------------------------------------------------------- | ------------------------------------------------------------------ |
| Zeo Jaweed (4) Fatih Gündüz Sarper Arda Akkaya Cihan Polatol | Kaya Aslantepe (2) Emrah Güllü (3) Muhammet Vanal Yana Soloman | Elnur Hüseynov (1) Sahil Ekmekçi Anıl Şimşek Hasan Şahinsoy | Serkan Soyak Osman Vahit Özdal Anıl Gündüz Seçil Gür Ceyda Tezemir |

### Fünfte Staffel (2015–2016)
Die fünfte Staffel wird auf dem Sender TV8 seit dem 4. Oktober 2015 ausgestrahlt. Moderiert wird diese Staffel wieder von Acun Ilıcalı.  Mazhar Alanson und Özkan Uğur von der Band MFÖ gaben bekannt, dass sie nicht mehr als Coach zur Verfügung stehen werden. Ihre Nachfolger wurden Hakan Özoğuz und Gökhan Özoğuz. Letztere war in Staffel drei und vier als Einzelcoach dabei. Zudem kam Murat Boz nach einem Jahr Pause wieder zurück. Die Folgen werden sonntags, montags und dienstags um ca. 20 Uhr ausgestrahlt.
| Die Coaches und ihre Kandidaten (Staffel 5) | Die Coaches und ihre Kandidaten (Staffel 5) | Die Coaches und ihre Kandidaten (Staffel 5) | Die Coaches und ihre Kandidaten (Staffel 5) |
| Hadise                                      | Gökhan und Hakan                            | Ebru Gündeş                                 | Murat Boz                                   |
| ------------------------------------------- | ------------------------------------------- | ------------------------------------------- | ------------------------------------------- |
|                                             |                                             |                                             |                                             |

## O Ses Çocuklar
O Ses Çocuklar (türkisch für „Die Stimme Kinder“) ist eine Musik-Castingshow für Kinder, die auf dem Konzept der Show The Voice Kids basiert.
Während die erste Staffel im Juni und Juli 2014 auf dem Sender Star TV ausgestrahlt wurde, wurde die zweite Staffel bereits im September 2014 auf dem Sender TV8. Am 19. September 2014 wurde bekannt, dass die RTÜK eine Strafe von 150 000 Türkische Lira veranlasst hat, nachdem man der Meinung ist, dass die gesamte Show die Entwicklung von Kindern negativ beeinflusst.
Die dritte Staffel wurde erneut bei TV8 gezeigt; sie startete im März 2016. Am 12. Mai 2016 wurde jedoch bekannt, dass die RTÜK erneut eine Strafe (175 000 Türkische Lira) veranlasst hat, nachdem man erneut der Meinung ist, dass die Show die stimmliche und geistliche Entwicklung von Kindern schadet. Deshalb wurde die laufende dritte Staffel mit der achten Folge, die einen Tag zuvor ausgestrahlt wurde, abgebrochen. Im August 2018 wurden die Staffel mit den restlichen fünf Folgen beendet.

### Coaches
| Coach          | Staffel |
| -------------- | ------- |
| Hadise         | 1–3     |
| Mustafa Ceceli | 1–2     |
| Murat Boz      | 1–2     |
| Oğuzhan Koç    | 2–3     |
| Burak Kut      | 3       |

### Staffel 1 (Sommer 2014)
Die erste Staffel wurde vom 21. Juni bis zum 15. Juli 2014 auf dem türkischen Sender Star TV ausgestrahlt. Moderiert wurde diese Staffel von Jess Molho. Unterstützt wurde er von Sinem Yalçinkaya. Die Coaches waren Hadise, Murat Boz und Mustafa Ceceli. Sieger wurde Sahin Kendirci. Die erste Staffel besaß neun Folgen, die jeden Samstag und Sonntag ausgestrahlt wurden. Die neunte Folge (Finale) wurde am Dienstag ausgestrahlt.
| Die Coaches und ihre Kandidaten (Staffel 1) | Die Coaches und ihre Kandidaten (Staffel 1) | Die Coaches und ihre Kandidaten (Staffel 1) |
| Hadise                                      | Mustafa Ceceli                              | Murat Boz                                   |
| ------------------------------------------- | ------------------------------------------- | ------------------------------------------- |
| Şahin Kendirci Alvi Moreno                  | Umutcan Türkeri Selim Yaşa                  | Ogün Can Kaya Zehra Toy                     |

### Staffel 2 (Herbst 2014)
Die zweite Staffel wurde vom 1. bis zum 24. September 2014 auf dem türkischen Sender TV8 ausgestrahlt. Moderator war wieder Jess Molho. Unterstützt wurde er diesmal von Zeynep Dörtkardeşler. Die drei Coaches blieben die gleichen wie in der ersten Staffel, nur ein weiterer Coach kam hinzu: Oğuzhan Koç. Sieger wurde Bade Karakoç. Die zweite Staffel besaß diesmal zwölf Folgen, die jeden Montag, Dienstag und Mittwoch ausgestrahlt wurden. Die neunte Folge wurde statt am Mittwoch am Donnerstag ausgestrahlt.
| Die Coaches und ihre Kandidaten (Staffel 2) | Die Coaches und ihre Kandidaten (Staffel 2) | Die Coaches und ihre Kandidaten (Staffel 2) | Die Coaches und ihre Kandidaten (Staffel 2) |
| Hadise                                      | Mustafa Ceceli                              | Oğuzhan Koç                                 | Murat Boz                                   |
| ------------------------------------------- | ------------------------------------------- | ------------------------------------------- | ------------------------------------------- |
| Sude Öz Güven Yıldırım                      | Mehmet Çağdaş Bozkurt Okan Kayın            | Bade Karakoç Güneş Taşkıtran                | Evin Bal Haktan Akarçeşme                   |

### Staffel 3 (2016/2018)
Die dritte Staffel wurde zunächst vom 31. März bis zum 11. Mai 2016 (8 Folgen) sowie vom 7. bis zum 12. August 2018 (5 Folgen)   auf dem türkischen Sender TV8 ausgestrahlt. Moderator war wieder Jess Molho. Unterstützt wurde er erneut von Zeynep Dörtkardeşler. Die beiden Coaches Hadise und Oğuzhan Koç waren erneut dabei, Burak Kut ersetzte Mustafa Ceceli und Murat Boz. Siegerin wurde Derin Yeğin aus Team Hadise.
Die dritte Staffel bestand aus 13 Folgen. Der erste Teil der dritten Staffel wurde 2016 zunächst bis zum 21. April (5. Folge) samstags und ab dem 27. April (6. Folge) freitags ausgestrahlt. Bereits die zweite Folge wurde ebenfalls an einem Freitag gezeigt. Der zweite Teil der dritten Staffel mit fünf Folgen wurde 2018 innerhalb einer Woche ab Dienstag (außer Samstag) bis Sonntag täglich ausgestrahlt.